# Feng Yuxiang
Feng Yuxiang (kinesisk: 冯玉祥; pinyin: Féng Yùxíang, født 1882 i Chaohu i Anhui i Kina, omkom 1948 under skibsbrand i Sortehavet) var en af krigsherrerne under Republikken Kinas tidlige år og under den kinesiske borgerkrig.

## Liv
Som søn af en officer i den kejserlige hær trådte Feng ind i hæren i en alder af 16 år og gjorde hurtigt karriere. Han blev grebet af revolutionsiveren i begyndelsen af 1900-tallet og undgik med nød og næppe at blive henrettet for forræderi mod Qing-styret.
I 1914 sluttede han sig til general Yuan Shi-kais hær. Samme år konverterede han til protestantismen.
Da regeringen Yuan blev styrtet i 1916, begyndte Fengs tid som krigsherre. Han skilte sig stærkt ud fra de andre af Kinas nordlige militarister ved at indføre en blanding af kristen socialisme og militær disciplin i de områder, som han kontrollerede. Han blev kaldt "den kristne general", og det blev fortalt, at han engang skulle have døbt sine tropper med vand fra en brandslange.
Tidligt i 1920'erne tilhørte han Zhili-kliken af krigsherrer, som besejrede Fengtian-kliken omkring Zhang Zuolin og Zhang Xueliang. Nu begyndte Feng at støtte sig til Sovjetunionen især af militære årsager.
I 1924 gik Zhili-kliken i opløsning, hvad Feng selv bidrog til. Det gav Kuomintang mulighed for at udvide sit område i det nordlige Kina. Zhili-kliken mistede kontrollen over Peiping (Beijing), hvor Zhang Zuolin kom til magten. Under det følgende felttog i Nordkina støttede Feng nationalisterne og tvang sin ærkefjende Zhang til at opgive Peiping. I 1929 kontrollerede Fengs hær størstedelen af det nordlige og centrale Kina, som imidlertid kom under pres fra Kuomintangs regering i Nanjing, som søgte at få kontrol over hele landet. Under den nye borgerkrig tabte Feng til Chiang Kai-shek.
Tidligt i 1930'erne kritiserede den nu magtesløse Feng Chiang Kai-sheks manglende evne til at slå den japanske fremmarch i Kina tilbage. Fra 1937 til 1945 støttede han imidlertid Kuomintang og fik regeringsposter i dens administration.
Efter 2. verdenskrig kritiserede Feng den amerikanske støtte til Chiang.
Feng omkom i 1948 under en skibsbrand på Sortehavet på vej til Sovjetunionen.